# 야부정 (효고현 야부군 1957년)
야부정(養父町)은 효고현 야부군에 설치되었던 정이다. 현재의 야부시에 해당한다.  1957년 3월 31일에 묘진정에 편입 합병되었으며, 동시에 묘진정이 새롭게 야부정으로 개칭했다.

## 역사
- 1889년 4월 1일 - 정촌제 시행에 의해 8촌의 구역을 가지고 야부촌이 성립하였다.
- 1940년 2월 11일 - 정으로 승격해 야부정이 되었다.
- 1957년 3월 31일 - 야부정에 편입, 동일 야부정은 폐지되었다.

## 참고문헌
- 角川日本地名大辞典 28 兵庫県